# Haunchyville
Haunchyville là ngôi làng thần thoại của những người lùn ở Quận Waukesha, Wisconsin, Mỹ. Người ta đồn rằng nó nằm gần Đường Mystic tại Muskego, WI.

## Lịch sử
Người dân địa phương kể rằng trong khu rừng gần Muskego, Wisconsin có cả một quần thể cư dân toàn những người tí hon có nhà cửa được xây dựng quy mô và nằm sâu trong rừng. Trong ngôi làng thần thoại được cho là có một người đàn ông già bị bạch tạng đóng vai trò là người bảo vệ. Tương truyền, nếu bắt gặp kẻ gian thì những người lùn ngang ngược chặt chân từ đầu gối trở xuống, vì vậy họ buộc phải sống y như một người trong số này.